# حاجي عبد القدير
حاجي عبد القدير (بالبشتوية: حاجی عبدالقدیر)‏؛ (ق. 1951 يوليو 2002) زعيم بارز في التحالف الشمالي في أفغانستان وعارض حركة طالبان. كان في الأصل قائدًا في الحزب الإسلامي خالص خلال الحرب السوفيتية الأفغانية، ثم شغل منصب حاكم مقاطعة ننكرهار، ورئيس مجلس شورى شرق أفغانستان، ثم نائبًا لرئيس أفغانستان ووزيرًا للأشغال العامة في إدارة حامد كرزاي من 19 يونيو 2002 حتى اغتياله في 6 يوليو 2002. وكان الأخ الأكبر لعبد الحق، المناهض للسوفيات وقائد التحالف الشمالي، الذي أعدمته طالبان في أواخر عام 2001. اشتهر عبد القدير باستقبال أسامة بن لادن في جلال آباد عام 1996.

## سيرته
ينتمي عبد القدير إلى العائلة البشتونة عرسال ذات النفوذ في ولاية ننكرهار في أفغانستان. شارك في السياسة الأفغانية حتى قبل الغزو السوفيتي لأفغانستان عام 1979. عندما غزا السوفييت أفغانستان، قاتل قدير ضدهم كقائد مقاومة رئيسي مع فصيل حزب الحزب الإسلامي خالص. بعد الانسحاب السوفيتي في عام 1989 وسقوط النظام الشيوعي الأفغاني في عام 1992، أصبح حاكمًا لإقليم ننكرهار في شرق أفغانستان. وبهذه الصفة، رحب بأسامة بن لادن في جلال آباد عام 1996.
في 27 سبتمبر 1996، استولت طالبان على السلطة في كابول. اضطر عبد القدير إلى الفرار من ننكرهار ودخل باكستان المجاورة. بسبب معارضته لطالبان (على عكس يونس خالص)، سرعان ما واجه مشاكل في باكستان. ثم غادر قادر إلى ألمانيا. في السنوات التالية، تنقل بين ألمانيا ودبي حيث بدأ نشاطًا تجاريًا.
في عام 1999، عاد عبد القدير إلى أفغانستان وانضم إلى التحالف الشمالي ضد طالبان. وجاء عبد القدير لقيادة مجلس الشورى الشرقي للتحالف وضمن نفوذ التحالف في منطقة البشتون إلى حد كبير شرق أفغانستان.
زُعم أن عبد القدير كان على صلة بأولئك الذين يعملون في تجارة الخشخاش الأفغانية. 

## مقتله
في 6 يوليو 2002، قتل مسلحون عبد القدير وصهره. وفي عام 2004، حكم على رجل بالإعدام وعلى اثنين آخرين بالسجن بتهمة اغتياله.